# Áustria Alemã
A República da Áustria Alemã ou Áustria Germana (em alemão: Republik Deutschösterreich) é o nome que recebeu o Estado austríaco logo após o desmembramento do Império Austro-Húngaro, no término da Primeira Guerra Mundial. Este Estado, com território um pouco maior que o da Áustria actual, tentou reclamar territórios povoados por alemães étnicos na Checoslováquia e na Hungria e procurou ser anexado pela Alemanha de Weimar, com o objectivo de formar um grande Estado alemão. Por esta razão foi conhecida na época como Alemanha Oriental que inclusive seu governo perseguia tanto comunistas nacionais quanto estrangeiros, que não deve confundir-se com a Alemanha Oriental comunista (República Democrática Alemã) da Guerra Fria.

## História

### Formação
Durante a monarquia de Habsburgo, Império Austríaco e Império Austro-Húngaro, o termo Áustria Alemã utilizava-se para designar as regiões povoadas por etnias alemãs no império. Ao iniciar-se o desmembramento do Império Austro-Húngaro, os membros austríacos do parlamento converteram-se de fato nos governantes da Áustria. Imediatamente criou-se uma assembleia nacional provisória, constituída por representantes de todas as províncias da Áustria. Também se agregaram representantes da Boémia, Morávia e da Silésia austríaca, representando as populações alemãs que não queriam formar parte da Checoslováquia, constituída em 28 de outubro de 1918.
Em 11 de novembro desse mesmo ano, o imperador Carlos I abdicou e no dia seguinte foi proclamada a República da Áustria Alemã como uma república democrática, parte da República da Alemanha. Karl Renner foi designado Chanceler da Áustria e Karl Seitz, do Partido Social-Democrata da Áustria foi designado Presidente da Áustria.
A Áustria Alemã reclamava o território da Áustria moderna, a região do Tirol Meridional e Tarvisio na Itália, o sul da Caríntia e da Estíria da Eslovénia, e os Sudetas da República Checa. Todas estas regiões estavam habitadas naquela época por uma importante população alemã, que tinha feito parte da Áustria-Hungria. Depois de realizar plebiscitos nas diversas regiões, obtendo resultados a favor da unificação com a Alemanha, a Áustria Alemã procedeu em 22 de novembro à reclamação oficial das regiões mencionadas, assim como à declaração das suas intenções de unificação com a Alemanha.
Como era de antever, o objectivo austríaco estava condenado ao fracasso desde o princípio, já que não contava com o apoio de nenhuma potência europeia, à excepção da Alemanha, que naquele momento se encontrava em luta contra una gravíssima crise económica e uma revolução socialista.
Incapaz de enfrentar o Reino de Itália, Checoslováquia e o recente Reino da Iugoslávia, a Áustria teve que fazer-se depender da decisão dos Aliados vitoriosos" França e Reino Unido. Estes negaram-se a tal, e Karl Renner foi pressionado para assinar o Tratado de Saint-Germain-en-Laye a 10 de setembro de 1919, onde entre outras coisas se altera o nome da jovem república - de Áustria Alemã para Áustria (somente), e se proibia a unificação do país com outro a menos que contasse com a aprovação da Liga das Nações. De igual modo, no Tratado de Versalhes, a Alemanha foi proibida de se unificar com a Áustria.
A Primeira República Austríaca sucederia à Áustria Alemã até que finalmente foi anexada à Alemanha Nazi com o Anschluss de 1938.